# Андорра на літніх Олімпійських іграх 2012
Андорра на літніх Олімпійських ігри 2012 була представлена шістьма спортсменами у чотирьох видах спорту, проте вони не завоювали жодної медалі. Окремо у складі андоррской команди потрібно виділити стрільця Йоана Томаша Року, якому на момент змагань виповнився 61 рік. У змаганнях з трапу він зайняв 33-є місце з 34 учасників, випередивши лише білоруса Андрія Коваленко

## Результати змагань

### Дзюдо
Спортсменів — 1
Жінки
| Категорія | Спортсмен               | Турнір       | 1/32 фіналу        | 1/16 фіналу                     | 1/8 фіналу                     | Чвертьфінал        | Півфінал           | Фінал              | Місце           |                 |
| Категорія | Спортсмен               | Турнір       | Суперник Результат | Суперник Результат              | Суперник Результат             | Суперник Результат | Суперник Результат | Суперник Результат | Місце           |                 |
| --------- | ----------------------- | ------------ | ------------------ | ------------------------------- | ------------------------------ | ------------------ | ------------------ | ------------------ | --------------- | --------------- |
| до 66 кг  | Даніель Гарсія Гонсалес | За 1-е місце |                    | Асеведо (PAR) Перемога 020-0001 | Аріарте (ESP) Поразка 013-0002 | Завершив виступ    | Завершив виступ    | Завершив виступ    | Завершив виступ | Завершив виступ |

### Водні види спорту

#### Плавання
Спортсменів — 2
У такий раунд на кожній дистанції проходять найкращі спортсмени за часом, незалежно від місця зайнятого в своєму запливі.
Чоловіки
| Змагання        | Спортсмен      | Попередні запливи | Попередні запливи | Півфінали  | Півфінали  | Фінал      | Фінал      |
| Змагання        | Спортсмен      | Результат         | Місце             | Результат  | Місце      | Результат  | Місце      |
| --------------- | -------------- | ----------------- | ----------------- | ---------- | ---------- | ---------- | ---------- |
| 200 м батерфляй | Хосине Хасиане | 2:06.37           | 37                | Не пройшов | Не пройшов | Не пройшов | Не пройшов |

Жінки
| Змагання       | Спортсмен      | Попередній раунд | Попередній раунд | Півфінал      | Півфінал      | Фінал         | Фінал         |
| Змагання       | Спортсмен      | Результат        | Місце            | Результат     | Місце         | Результат     | Місце         |
| -------------- | -------------- | ---------------- | ---------------- | ------------- | ------------- | ------------- | ------------- |
| 100 м на спині | Моніка Рамірес | 1:07.72          | 42               | Чи не пройшла | Чи не пройшла | Чи не пройшла | Чи не пройшла |

### Легка атлетика
Збірна Андорри завоювала ліцензію B у марафоні, яка дає право виставити одного спортсмена у даній дисципліні. Отримав цю ліцензію Антоні Бернардо, який фінішував сімдесят четвертим з результатом 2:28.34.
У жіночих змаганнях Андорру представляла п'ятнадцятирічна бігунка на 100 метрів Кристина Льовера, яка показала 18-й результат серед тридцяти двох учасниць попередніх забігів, що не дозволило їй пройти до чвертьфіналу змагань.
Спортсменів — 2
Чоловіки
| Дисципліна | Спортсмен       | Попередній раунд | Попередній раунд | Чвертьфінали | Чвертьфінали | Півфінали | Півфінали | Фінал     | Фінал |
| Дисципліна | Спортсмен       | Результат        | Місце            | Результат    | Місце        | Результат | Місце     | Результат | Місце |
| ---------- | --------------- | ---------------- | ---------------- | ------------ | ------------ | --------- | --------- | --------- | ----- |
| марафон    | Антоні Бернардо |                  |                  |              |              |           |           | 2:28.34   | 74    |

Жінки
| Дисципліна | Спортсмен        | Попередній раунд | Попередній раунд | Чвертьфінали  | Чвертьфінали  | Півфінали     | Півфінали     | Фінал         | Фінал         |
| Дисципліна | Спортсмен        | Результат        | Місце            | Результат     | Місце         | Результат     | Місце         | Результат     | Місце         |
| ---------- | ---------------- | ---------------- | ---------------- | ------------- | ------------- | ------------- | ------------- | ------------- | ------------- |
| 100 м      | Кристина Льовера | 12.78            | 18               | Чи не пройшла | Чи не пройшла | Чи не пройшла | Чи не пройшла | Чи не пройшла | Чи не пройшла |

### Стрільба
Спортсменів — 1
Чоловіки
| Змагання | Спортсмени      | Кваліфікація | Кваліфікація | Фінал     | Усього    | Усього |
| Змагання | Спортсмени      | Результат    | Місце        | Фінал     | Результат | Місце  |
| -------- | --------------- | ------------ | ------------ | --------- | --------- | ------ |
| трап     | Жоан Томаш Рока | 103          | 33           | не вийшов | 103       | 33     |